# Horst Gläsker
Horst Gläsker (* 21. März 1949 in Herford) ist ein deutscher Künstler. Sein Werk ist eine Symbiose aus Musik, Tanz, Theater, Zeichnung, Malerei, Bildhauerei, Installation und Architektur.

## Werdegang
Horst Gläsker machte von 1963 bis 1966 eine Lehre als Schaufenstergestalter und war anschließend bis 1968 als Plakatmaler tätig. Von 1970 bis 1973 besuchte er das Jung-Stilling-Kolleg in Espelkamp und machte das Abitur. Parallel war er als Musiker aktiv, in den 1960er Jahren mit seinen vier Brüdern in einer Tanzkapelle und in den 1970er Jahren in diversen Gruppen der Krautrock-Ära. Ende der 1970er Jahre begann er Klangskulpturen zu bauen und Musikperformances zu machen. Von 1973 bis 1979 studierte er an der Kunstakademie Düsseldorf bei Lambert Maria Wintersberger, Gerhard Richter und Karl Otto Götz. 1975 lebte er ein Jahr in einer Berghütte in der Toskana, wo er Landschafts- und Porträtbilder malte und sich intensiv mit der Wirkung von Farben auseinandersetzte. In der folgenden Zeit entwickelte er eine Malerei aus seinen Farbpaletten, sammelte auf dem Sperrmüll alte Perserteppiche und bemalte ihre Ornamente mit psychedelischen Farbmustern. Daraufhin verwies ihn Gerhard Richter aus der Klasse. Danach arbeitete Gläsker allein in dem verlassenen Raum des von dem damaligen Wissenschaftsminister Johannes Rau zwangssuspendierten Professors Joseph Beuys. Dieser war entlassen worden, da er alle aufgenommen hatte, die sich beworben hatten. Gläsker wurde Meisterschüler bei Karl Otto Götz (Professor von Sigmar Polke und Franz Erhard Walther).

## Werk

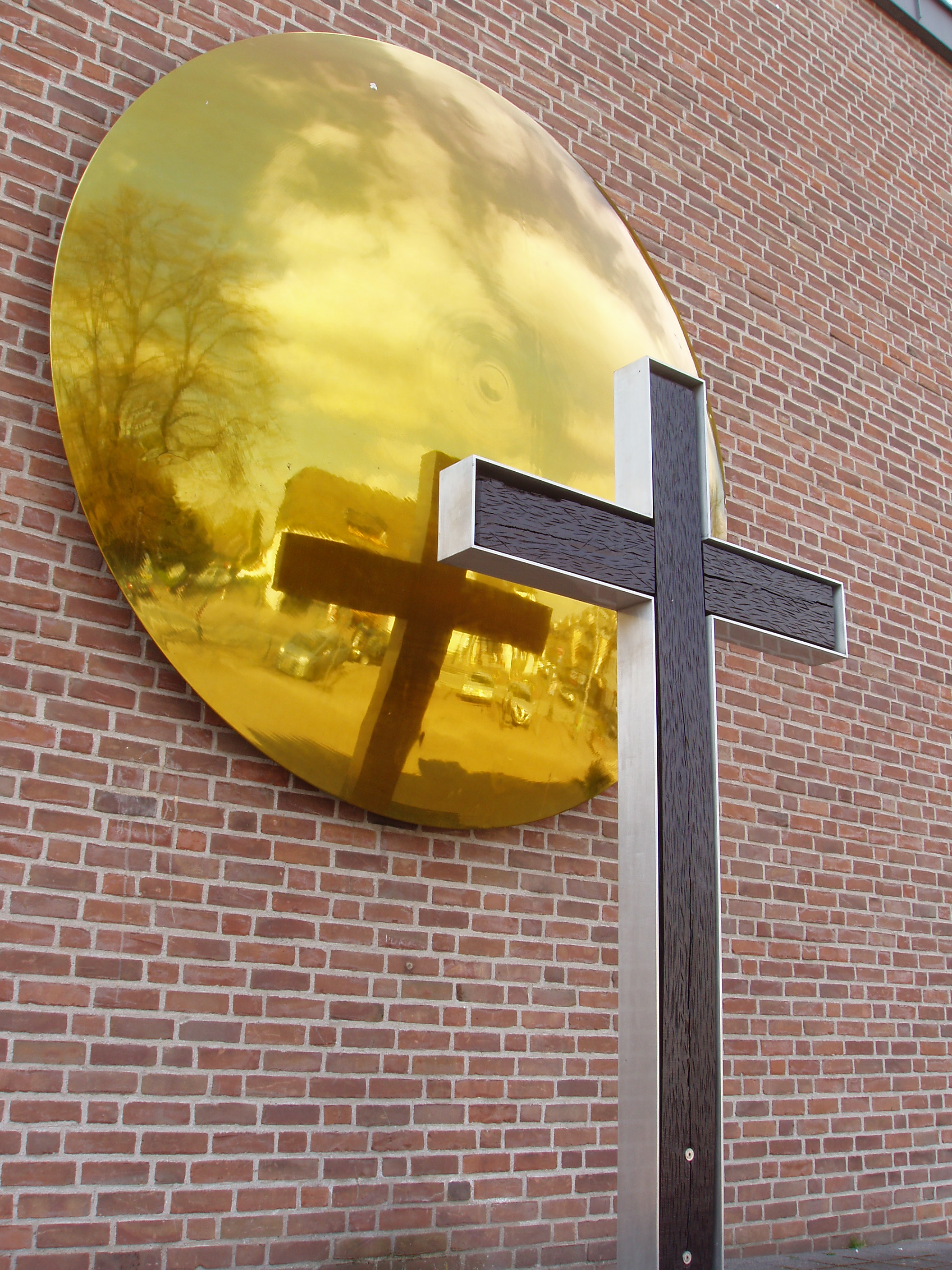
„Weltenspiegel“: Das Kreuz der ehemaligen Kirche St. Pius in Langenfeld (Rheinland) vor einer 3,35 m großen Edelstahlplatte, ein Kunstwerk von Horst Gläsker

Kunstwissenschaftler brachten Horst Gläsker in Verbindung mit dem von Harald Szeemann geprägten Begriff der „individuellen Mythologie“, oder versuchten die Zuordnung zur Gruppe der „Neue Wilden“. Am ehesten ist sein Schaffen wohl mit dem Begriff des „Gesamtkunstwerks“ zu fassen. Der Hamburger Kunstsammler, Unternehmer, Jurist und Kunsttheoretiker Harald Falckenberg (siehe: Sammlung Falckenberg), bezeichnete Gläsker als „Paradiesvogel und heiliger Narr“ und sieht bei ihm Bezug zu der neueren Entwicklung des „pictorial turn“ und zu der alten Tradition des Grotesken. Neben der Verbindung seiner Kunst zur Musik seit den 1970er Jahren gibt es den Bezug zum Raum bzw. zur Architektur. Angefangen in den 1980er Jahren mit raumfüllenden Tapetenübermalungen, selbstgebauten und bemalten Architekturteilen und Raumgerüsten wie Säulen, Kronleuchtern, Kuppeln, Pavillons etc. Darauf folgten zahlreiche „Kunst-in-Architektur“-Aufträge wie z. B. Wandgemälde, Mosaiken, Brunnen- und Bodengestaltungen. Der Kunsttheoretiker und Kurator Manfred Schneckenburger nannte Gläsker in Bezug auf seine Teppich- und Tapetenübermalungen, den europäischen Begründer der Pattern Art. Weiter schrieb er, dass Gläsker einen neuen, eigenen Ornamentbegriff entwickelt habe, „als hätte es das harte Verdikt von Adolf Loos ‚Ornament ist ein Verbrechen‘ nie gegeben“. Im Sommer des Jahres 2008 wurde im Langenfelder Stadtteil Richrath während eines festlichen Gottesdienstes vor der katholischen St. Martinus-Kirche das Kunstwerk „Weltenspiegel“ enthüllt. Das Kreuz der ehemaligen Filialkirche von St. Martin St. Pius steht vor einer an der Außenwand der St.-Martins-Kirche hängenden Edelstahlplatte, die im Durchschnitt 3,35 m groß ist.

## Leben
Horst Gläsker lebt und arbeitet in Düsseldorf. Seine Familie ist eine Künstlerfamilie. Er arbeitet organisatorisch und künstlerisch mit seiner Frau Margret Masuch-Gläsker zusammen. Ihre gemeinsamen Kinder sind Louis Gläsker (Künstler, Musiker, Schriftsteller und Filmemacher) und Cecilia Gläsker (Filmemacherin, Kamerafrau und Fotografin).
Horst Gläsker ist Mitglied im Deutschen Künstlerbund.

## Lehraufträge
- 1983–1984: Gastprofessur an der Kunstakademie Münster
- 1988–1991: Gastprofessur an der Kunstakademie Münster
- 1995–1997: Gastprofessur an der Hochschule für Bildende Künste Braunschweig
- 1998–2004: Professur an der Kunsthochschule Kassel
- 2006: Guest lecturer am Savannah College of Art and Design, Georgia, USA

## Einzelausstellungen (Auswahl)
- 1979 Galerie Annelie Brusten Wuppertal
- 1980 Galerie Löhrl, Mönchengladbach
- 1980 Galerie Ha.-Jo. Müller, Köln
- 1981 Kunst- und Museumsverein Wuppertal / Von der Heydt-Museum
- 1981 Neue Galerie-Sammlung Ludwig, Aachen
- 1984 Kunsthistorisches Museum Osnabrück, Kunsthalle in der Dominikanerkirche
- 1984 Galerie Michael Haas, Berlin
- 1984 Galerie Heinz Holtmann, Köln
- 1986 Galerie Elke und Werner Zimmer, Düsseldorf
- 1989 Galerie Albrecht, München
- 1990 Städtisches Gustav-Lübcke-Museum Hamm
- 1997 Galerie Löhrl, KunstMitte Berlin
- 2003 Galerie Hans Mayer, Düsseldorf
- 2004 Galerie Cornelissen, Wiesbaden
- 2005 St. Petri Lübeck
- 2007 Haus der Architekten, Architektenkammer NRW, Düsseldorf
- 2009 Städtische Galerie Lippstadt
- 2011 Kunstverein Langenfeld
- 2016 Galerie Löhrl, Mönchengladbach
- 2018 FiftyFifty Galerie Düsseldorf
- 2018 Kunstverein Wasserburg Haus Graven, Langenfeld
- 2018 Kunsthalle Dresden im Penck Hotel
- 2019 Galerie Fils Fine Arts, Düsseldorf
- 2019 Kunstinitiative Wurzeln und Flügel e. V. Schloss Reuschenberg Neuss

## Ausstellungsbeteiligungen (Auswahl)
- 1980: Les nouveaux Fauves-Die neuen Wilden, Neue Galerie-Sammlung Ludwig, Aachen
- 1980: XI. Biennale de la Jeunesse, Musée d’Art moderne, Paris
- 1981: Bildwechsel, Akademie der Künste, Berlin
- 1983: Montevideo Diagonale, Antwerpen
- 1985: Märchen, Mythen, Monster, Neue Galerie Graz und Rheinisches Landesmuseum, Bonn
- 1986: Bonnefantenmuseum, Maastricht
- 1994: Paper Art, Internationale Biennale der Papierkunst, Leopold-Hoesch-Museum, Düren
- 1998: Glut, Kunsthalle Düsseldorf
- 2004: ARTKlyazma, International festival of contemporary art, Moskau
- 2007: Tatort Paderborn, Irdische Macht – Himmlische Mächte
- 2008 Blick zurück nach vorn, Montag Stiftung Bildende Kunst, Bonn
- 2010 miraculum lucis, Kunstverein Langenfeld
- 2013 9 Video Weekends, Museum Kunst Palast Düsseldorf
- 2014 Spiriti evocati, Spazio Luparia, Spirito del Lago, Stresa, Italien
- 2016 Kunst für Obdach, 20 Jahre fiftyfifty, E.ON, Düsseldorf
- 2016 GEGENWELTEN, Galerie Münsterland, Emsdetten
- 2018 Schwarz Weiss, Galerie Löhrl, Mönchengladbach
- 2018 Photo Weekend, fiftyfifty Galerie Düsseldorf
- 2018 Land der Berge, Kunstverein Langenfeld
- 2021 The Collection, Groninger Museum, NL

## Öffentliche Aufträge – Kunst in Architektur (Auswahl)

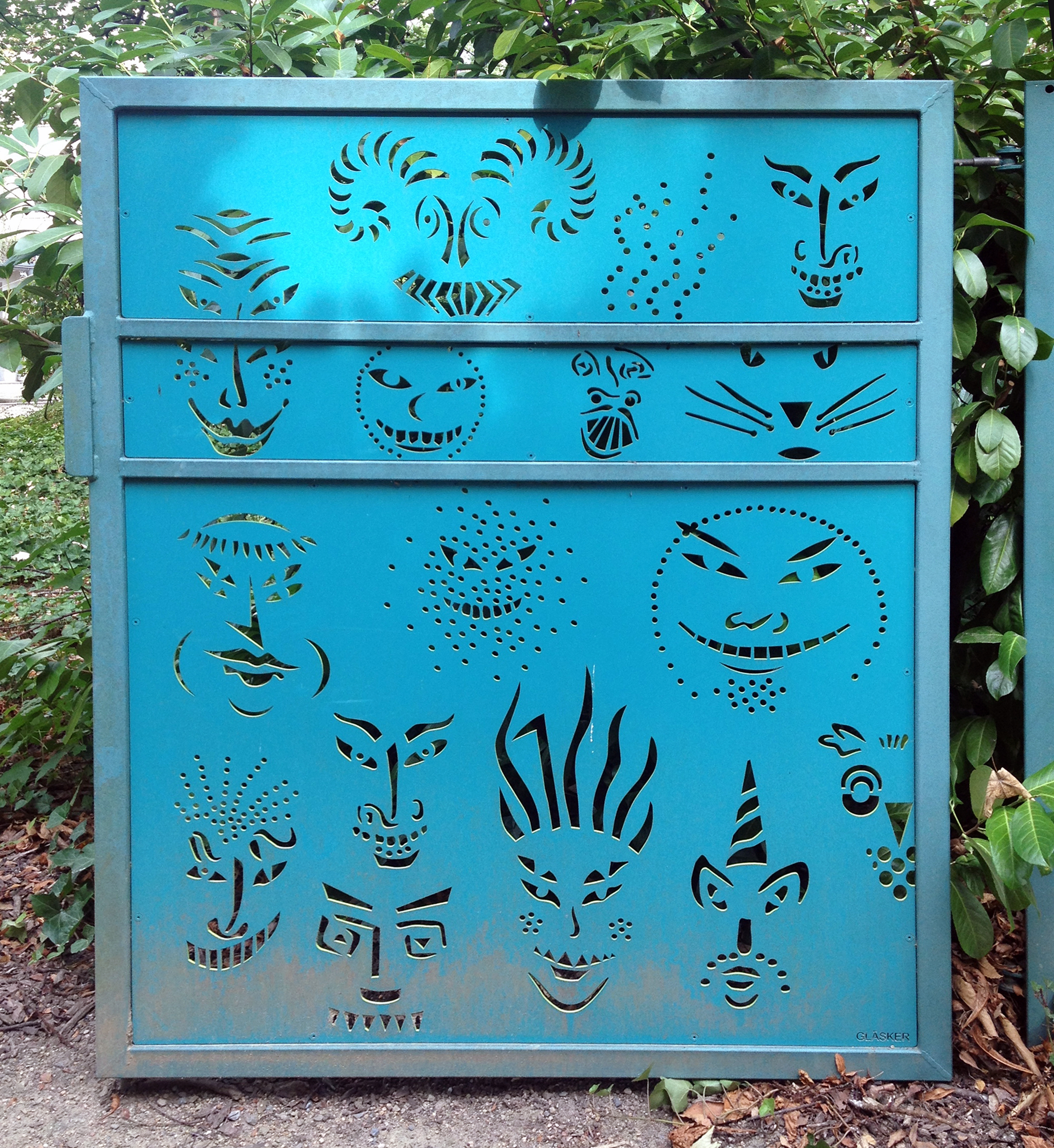
Tor der Faces (rechts), 2016

- 1988: Wand- und Brunnenmosaik in der Landeszentralbank, Frankfurt/Main
- 1988: Wandbild, AID-Gebäude, Bonn
- 1990: Tor der 4 Elemente und Wandbilder, im Posttechnischen Zentralamt, Darmstadt
- 1998: Gesamtgestaltung zweier Kirchenräume, JVA Gelsenkirchen
- 1999: Säulen- u. Wandbemalung, Paracelsus-Klinik Marl
- 2008: Scala, Holsteiner Treppe, Wuppertal
- 2008: Kreuz mit Weltenspiegel, Sankt-Martin-Kirche, Langenfeld
- 2009: Tor der Faces, Installation am Parktor zur Gartenvitrine im Malkastenpark, Malkasten Düsseldorf[7]
- 2010 Feu, Eau, Terre, Air, 4 Vasen für die Cité judiciaire, Luxembourg
- 2009–19 Leuchttürme des Wissens, Universität Duisburg-Essen, Campus Essen

## Aktionen und Konzerte mit Klangskulpturen (Auswahl)
Tret-Orgel-Teppich-Konzerte
- 1980: XI Biennale de Paris, Musée d’Art modern de la Ville de Paris
- 1980: Von der Heydt-Museum, Wuppertal
- 1981: Neuen Galerie-Sammlung Ludwig, Aachen
- 1984: Kunsthistorisches Museum / Kunsthalle, Osnabrück
- 2018: Kunstmuseum Bonn

Tischkonzerte
- 1987: Kunstmuseum Chur, Schweiz
- 2004: Louisiana-Museum, Humlebaek, Dänemark
- 2004: ARTKliazma, International festival of contemporary art, Moskau
- 2004: Louisiana-Museum, Humlebaek, Dänemark
- 2005: Langen-Foundation, Raketenstation Hombroich – Insel Hombroich, Neuss

Lebende Bilder
- 1991: Der Tanz des Schüttelgeistes und die Verführung des Ton, Düsseldorfer Schauspielhaus
- 1991: Gesang der vier Elemente, Kunsthalle Recklinghausen, Ruhrfestspiele
- 1992: Der Gesang der vier Elemente und die Verführung des Lichts, zur MEDIALE, Deichtorhalle, Kammerspiel, Hamburg und Städtisches Gustav-Lübcke-Museum, Hamm und ARENA DI SKALA, Lindinger und Schmid, Regensburg
- 1996: Museum der Bildenden Künste, Leipzig
- 1998: Kunsthalle Düsseldorf

## Auszeichnungen
- 1979: Ernst-Poensgen-Preis der Kunstakademie (Reisestipendium), Düsseldorf
- 1991: Philip Morris Kunstpreis
- 1994: Bergische Kunstausstellung, Solingen
- 1984: Preis der Deutschen Papierindustrie, Paper Art, 5. Leopold-Hoesch-Museum, Düren
- 2012: Art Science Industry, Potsdam